# Institut supérieur de l’aéronautique et de l’espace
Institut supérieur de l'aéronautique et de l'espace (SUPAERO) je prva inženirska šola na svetu, ki se ukvarja posebej z vesoljem, in s pomočjo ENAC ena najboljših v Evropi na tem področju. Šola ponuja široko paleto naravoslovnih in tehniških predmetov.

## Znani diplomanti
- Henry Potez, francoski letalski konstruktor